# Methexis
Methexis (řecky μέθεξις „účast“) je pojem starověké filozofie. Používá se v metafyzice k popisu vztahu mezi věcmi a jejich určeními nebo obecně mezi ontologickými entitami, které sdílejí společný základ. Odpovídající sloveso se nazývá metéchein (mít podíl, účastnit se, doslova: mít s). Slovo Methexis pochází z běžného jazyka, svůj filozofický význam dostalo od Platóna. V latině se překládá s participatio. Proto se také mluví o „účasti “, ale toto slovo má i další významy, které nemají nic společného s methexou ve filozofickém smyslu.

## Ontologické předpoklady
V hierarchicky uspořádaných ontologických systémech Platóna a platoniků obecné má obecně přednost před konkrétním a individuálním. Vztah mezi obecnějším a specifičtějším je založen na tom, čím obecnější bytostný archetyp a generativní je, tím konkrétnější je její obraz a produkt a jako takový relativně nedokonalý. Existuje mezi nimi partnerství. Vztah participace mezi tím specifičtějším, co se účastní, a obecnějším, na kterém se „účastní“, se vyznačuje tím, že konkrétnější vykazuje povahu obecnějšího s určitými omezeními, a proto se svou povahou „účastní“ na určité míře. Protože však nemá tuto přirozenost ve své celistvosti, ale pouze relativně neúplným, nedokonalým způsobem, a protože má i jiná určení, je s tím, na kterém se podílí.